# Lasianthus saprosmoides
Lasianthus saprosmoides är en måreväxtart som beskrevs av Charles-Joseph Marie Pitard. Lasianthus saprosmoides ingår i släktet Lasianthus och familjen måreväxter.
Artens utbredningsområde är Java. Inga underarter finns listade i Catalogue of Life.